# Rabé de las Calzadas
Rabé de las Calzadas es una localidad y un municipio situado en la provincia de Burgos,  en la comunidad autónoma de Castilla y León (España), comarca de Alfoz de Burgos, partido judicial de Burgos, cabecera del ayuntamiento de su nombre.

## Geografía
Tiene un área de 10,11 km² con una población de 203 habitantes (INE 2007) y una densidad de 20,08 hab/km².

## Historia

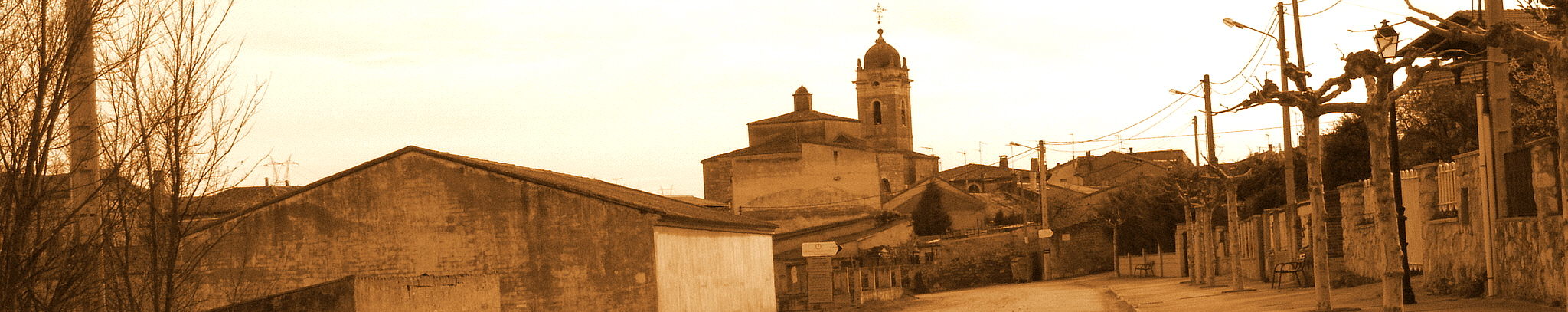
Camino de Santiago, entrada a la localidad tras atravesar el río Urbel

El 20 de febrero de 1085, el rey Alfonso VI donó  la villa al Hospital del Emperador, situado en la ciudad de Burgos, barrio de san Pedro de la Fuente y en 1128 Alfonso VII hizo donación de dicho hospital con todas sus pertenencias a la mitra burgalesa, ostentando desde entonces su titularidad los obispos y arzobispos de Burgos.
Su nombre puede tener su origen en la época romana, ya que por este municipio pasaban una gran cantidad de calzadas romanas. Otros dicen que el nombre del municipio tiene su origen en la repoblación medieval y podría ser el nombre del repoblador.

## Demografía
Rabé de las Calzadas cuenta con una población de 254 habitantes (INE 2024).
| Gráfica de evolución demográfica de Rabé de las Calzadas entre 1842 y 2021                                          |
| |
| Población de derecho según los censos de población del INE Población de hecho según los censos de población del INE |

| 1991 |  | 1996 |  | 2001 |  | 2004 |
| ---- |  | ---- |  | ---- |  | ---- |
| 149  |  | 177  |  | 221  |  | 154  |

## Administración y política
En las elecciones locales de 2019 hubo tres candidaturas y resultó vencedor Diego Rodríguez Prieto de Ciudadanos.
| Elecciones municipales del 24 de mayo de 2019 |       |        |            |
| Partido                                       | Votos | %      | Concejales |
| C's                                           | 97    | 66,90% | 5          |
| PP                                            | 13    | 8,97%  | 0          |
| PSOE                                          | 9     | 6,21%  | 0          |